# Ma'ad ibn Adnan
Ma'ad ibn Adnan is een verre voorvader van Qusai ibn Kilab en zijn nakomeling de islamitische profeet Mohammed. Hij komt voor in oude Arabische literatuur.

## Oorsprong
In lijn met de tradities was Ma'ad een zoon van Adnan, de vader van een groep Ismaëlitische Arabieren die West- en Noord-Arabië bewoonde. Zijn vader Adnan wordt door Arabische genealogieën gezien als de vader van vele Ismaëlitische stammen langs de westkust van Arabië, Noord-Arabië en Irak.
Voor zover bekend werd Ma'ad als eerste zoon van Adnan geboren rond 598 voor Christus.

## Familie
Ma'ad was de vader van vier zonen: Nizar, Quda'a, Qunus en Iyad. Quda'a was de eerstgeborene en zodoende was Ma'ad ibn Adnan bekend als "Abu Quda'a", vader van Quda'a.